# توموهيرو تسوبوي
توموهيرو تسوبوي (坪井智浩 تسوبوي توموهيرو) هو مؤدي أصوات ياباني ولد في 30 سبتمبر 1971 في محافظة سايتاما.

## أدواره في الأنمي

### مسلسلات أنمي تلفزيونية
- ناروتو - إيزومو كاميزوكي
- ناروتو شيبودن - إيزومو كاميزوكي
- روك لي وأصدقائه النينجا - إيزومو كاميزوكي
- سنغوكو باسارا - مايدا توشييه
- سنغوكو باسارا تو - مايدا توشييه
- دي جرايمان - جوني جيل
- هاكوؤكي - ناغاكورا شينباتشي
- هاكوؤكي: الدم الأزرق - ناغاكورا شينباتشي
- كاتاناغاتاري - مانيوا كويزامي
- إل كازادور - غويريرو
- بامبكين سيزرز - رودولف
- هيوغيمونو - أكيتشي هيديميتسو, فوكوشيما ماسانوري, فوجيشيبا كوكيتشيرو
- فرسان سيدونيا - إيتشيرو سيي
- فرسان سيدونيا: معركة الكوكب التاسع - إيتشيرو سيي
- فورتن آرتيريال - سيتشيرو توغي

### أوفا أنمي
- سينت سيا: ذا لوست كانفاس - هيبنوس

### أفلام أنمي
- فيلم ناروتو شيبودن: إرادة النار - إيزومو كاميزوكي

## أدواره في ألعاب الفيديو
- ديفل كينغز - لارك
- سنغوكو باسارا: ساموراي هيروز - توشييه مايدا

## وصلات خارجية
- توموهيرو تسوبوي على موقع IMDb (الإنجليزية)
- توموهيرو تسوبوي على موقع ميوزك برينز (الإنجليزية)
- توموهيرو تسوبوي على موقع قاعدة بيانات الفيلم (الإنجليزية)
- توموهيرو تسوبوي على موقع ANN person (الإنجليزية)